# Павло Єльонек (бурмистр)
Павло Єльо́нек (лат. Paulus Jelonek, пол. Paweł Jelonek)  (? — 1594) — львівський міщанин, лавник (1564—1571), міський райця (1571—1594) та бурмистр (1578, 1580, 1582, 1583, 1591).
Єльонекам належала кам'яниця на Площі Ринок, 22, на місці якої 1894 року збудований новий будинок (кам'яниця Єльонківська) за проєктом архітектора Міхала Фехтера.

## Сім'я
- Дружина Дорота, дочка лавника Станіслава Ловича і Барбари, дочки міського райці Міхаеля Мечника.
- Син Павла Єльонека, теж Павло, трагічно загинув у 1580 році від рук флорентійця Урбана Убальдіні, який переїхав до Львова. Обоє були закохані в Анну Вільчек, дочку львівського райці та бурмістра Валентина Вільчека. Зрештою, між Єльонеком і Убальдіні дійшло до бійки, під час якої Убальдіні завдав Єльонеку смертельного удару кинджалом. Помираючи, молодий Єльонек взяв вину за бійку на себе і просив міський суд пробачити Убальдіні.
- Донька Дорота, у 1587 році одружилась з Каспаром Пшездецьким, львівським райцею та бурмистром.